# خانه خاموش
خانهٔ خاموش (به ترکی استانبولی: Sessiz Eve) یک رمان نوشته اورهان پاموک نویسندهٔ اهل ترکیه است که در سال ۱۹۸۳ منتشر شد. این رمان داستان سفر اعضای یک خانواده را به شهر جنت حصار برای دیدن مادربزرگشان نقل می‌کند.

## طرح
این کتاب از ۳۲ فصل تشکیل شده‌است، و هر فصل توسط یکی از کاراکترهای داستان نقل می‌شود. نام نقل کننده‌های داستان به ترتیب: رجب، بیوک خانم، حسن، فاروک و متین است.

## چکیدهٔ کتاب
در عمارتی قدیمی در جنت حصار، پیرزن سالخورده‌ای به نام فاطیما انتظار بازدید سالانهٔ نوه‌هایش را می‌کشد: فاروک، تاریخ‌نگاری فاسد و شکست خورده؛ خواهر حساس و چپ‌گرای او به نام نیلگون و نوهٔ کوچکتر، متین که علاقه‌مند به زندگی مدرن است و رؤیای زندگی در آمریکا را در سر می‌پروراند. فاطما برای چندین دهه در این روستا زندگی کرده‌است: از زمانی که همسرش، دکتری جوان و آرمان‌گرا، برای کمک به ماهیگیران فقیر به این روستا آمد. حالا او مدت هاست که مریض است و خدمتکار باوفایش رجب، یک کوتوله و فرزند نامشروع دکتر، از او مراقبت می‌کند. فاطما و رجب خاطرات مشترک خوب و بد فراوانی را به یاد دارند. اما پسرعموی رجب، پسری که از مدرسه اخراج شده و تمایلات افراطی میهن پرستانه دارد، این خانواده را وارد جریانات و آشوب‌های فزایندهٔ سیاسی کشور می‌کند. رمان خانهٔ خاموش، رمانی مسحورکننده است که کشمکش بلندمدت ترکیه در سال‌های سیاه دهه هشتاد میلادی و در مواجهه با مدرنیته را به زیبایی به تصویر کشیده‌است.